# География Чили
Чи́ли — государство в Южной Америке.

## Географическое положение
Чили занимает узкую полосу вдоль тихоокеанского побережья континентальной Южной Америки от пустыни Атакама (17° южной широты) до мыса Фроуорд (54° южной широты) Является самой протяжённой страной в мире, вытянутой с севера на юг. В южной части страны у побережья находится множество островов, крупнейший из которых — Огненная Земля (разделен с Аргентиной). Также к Чили относятся несколько удалённых островов в Тихом океане — архипелаги Хуан-Фернандес и Ислас-Десвентурадас, остров Пасхи со скалой Сала-и-Гомес. Кроме того, Чили претендует на сектор в Антарктике. Чили контролирует стратегические проходы из Атлантического в Тихий океаны на юге (Магелланов пролив, проливы Бигл и Дрейка). Пустыня Атакама на севере страны — самое сухое место на планете. В кратере горы Охос-дель-Саладо расположено самое высокое озеро в мире (высота 6 390 м)

## Территория
Территория Чили (без Чилийской Антарктики) — 756 900 км², из них воды — 8,150 км². Площадь Чилийской Антарктики — около 1,25 млн.км². Площадь основной территории Чили примерно в 22,5 раза меньше России, но превышает территорию других европейских государств. До 1883 года северная граница Чили проходила по 24° южной широты, однако в результате Второй тихоокеанской войны к Чили отошли боливийская провинция Антофагаста и перуанская область Тарапака.
Протяженность береговой линии 6435 км, сухопутной границы — 6 339 км (Аргентина — 5 308 км, Боливия — 860 км, Перу — 171 км).

### Острова
Основные архипелаги — Чилийский архипелаг, Огненная Земля, острова Хуан-Фернандес и остров Пасхи с прилегающими островами.

## Геология
Геология Чили обусловлена расположением страны в пределах Андского складчатого пояса. Продольная долина представляет собой грабен между Главной Кордильерой с востока и Береговой с запада. В основании восточных хребтов залегают нижнепалеозойские слабо метаморфизованные породы, перекрытые юрско-меловыми осадочными толщами и мел-палеогеновыми вулканитами. Главная эпоха складчатости — альпийская, особо интенсивная фаза — поздний мел-палеоцен. Широко развиты мел-палеогеновые инфузии гранитоидов (так называемый Aндийский батолит), а также неогеновые эффузивы кислого и среднего состава. Западные хребты сложены из позднедокембрийских и палеозойских метаморфических пород, перекрытых андезитами, а также мел-палеогеновыми вулканитами. Главная эпоха складчатости — герцинская (конец девона — начало триаса).
В отличие от Центральных Анд Патагонские Анды на юге страны имеют более сложное строение с надвиганием складчатого сооружения на слабо деформированные толщи Магелланова передового прогиба. Распространены метаморфические породы палеозоя и гранитоиды юрско-мелового возраста (Патагонский батолит). Характерны спилит-диабазовые и флишевые толщи позднего юрского периода — раннего мела и молассы позднего мела-палеогена.
Зона субдукции образует Перуанско-Чилийский жёлоб, тянущийся практически вдоль всего побережья Чили. Острова в Тихом океане, принадлежащие Чили, являются горячими точками.

### Природные ресурсы
Чили богата залежами различных полезных ископаемых. Здесь залегают крупнейшие в мире запасы селитры, имеются огромные залежи меди (оценка БСЭ — 94 млн т) и железной руды. Добывается сера (100 млн т), марганец, молибден (2 млн тонн), ртуть, цинк, нефть и уголь.
Крупнейшие меднопорфировые месторождения — Чукикамата, Эль-Сальвадор, Эль-Теньенте. Залежи селитры (в основном натриевой), а также поваренной соли, гипса, боратов приурочены к высохшим озёрам (солончакам) северной части грабена Продольной долины. Месторождения серы (Эль-Такора, Конкола и другие) имеют вулканическое происхождение и расположены вдоль границы с Боливией и Аргентиной. Залежи нефти и газа связаны с поздне-юрскими отложениями Магелланова передового прогиба на юге страны.

### Сейсмичность
Район Чили является сейсмически неустойчивым со многими действующими вулканами, как подводными, так и наземными. Землетрясения происходят достаточно часто. Именно в Чили произошло самое сильное землетрясение в истории человечества из официально зафиксированных — Великое Чилийское землетрясение. 22 мая 1960 года в 19:11 UTC сила толчков составила по разным источникам 9,3 до 9,5. Эпицентры землетрясений располагаются на глубине 100—300 км вдоль сейсмофокальной поверхности, погружающейся от Перуано-Чилийского глубоководного жёлоба под континент. Частые и сильные землетрясения связаны c тектоническими движениями.

## Животный мир
На территории Чили известно 162 вида млекопитающих, 558 видов птиц, 62 вида земноводных и 122 вида пресмыкающихся (2013). Хотя по видовому разнообразию флоры и фауны Чили уступает большинству стран Южной Америки, растения и животные Чили отличаются очень высоким уровнем эндемизма (в частности, эндемичны 55 % известных видов двудольных растений, 78 % видов земноводных, 59 % видов пресмыкающихся). Характерными представителями животного мира являются ламы (викунья, гуанако), южный пуду, пума, андская и чилийская кошки, малый гризон, шиншилла, горная вискаша, шестипоясный броненосец; из птиц — андский кондор, чилийский сарыч, нанду, чилийский фламинго, магеллановы пингвины[4].
- Представители животного мира Чили
- Чилийская кошка
- Чилийские фламинго
- Южный пуду
- Магеллановы пингвины

## Рельеф
Чили находится в центральной и южной части Анд, это район самых больших перепадов высот в мире. Самая высокая точка Чили — гора Охос-дель-Саладо (6893 м), вблизи же берегов Чили находится Атакамская впадина Перуанско-Чилийского жёлоба, где глубина достигает 8180 м.
В рельефе хорошо выражены три продольных пояса: Главная Кордильера Анд (до 6880 м) на востоке, Береговая Кордильера (до 3200 м) на западе и межгорная впадина (Продольная долина) между ними, которая является основным районом земледелия. Горы Береговой Кордильеры почти на всём протяжении подступают к прямолинейному испещрённому бухтами берегу, а южнее 41°30' ю. ш. горная цепь переходит на остров Чилоэ и другие острова Чилийского архипелага. Северные районы Продольной долины (Пампа-дель-Тамаругаль и Атакама) находится на высоте 1200 м, в центральном Чили постепенно снижается к заливу Анкуд, а южнее — представляют собой систему проливов.
На северо-востоке Чили находится юго-западная часть нагорья Центральных Анд, участки которого находятся на высотах 2000—3500 м (Пуна-де-Атакама и другие). Нагорье обрамлено с запада хребтом Кордильера-Домейко. До 35° ю. ш. высота Анд часто превосходит 6000 м, большинство вершин имеют вулканическое происхождение: (Гуальятнри, Сан-Педро, Льюльяйльяко, Тупунгато, Майпо и другие. Южнее горные хребты (Патагонские Анды) снижаются (гора Сан-Валентин, 4058 м) и переходят в равнины Патагонии и Огненной Земли у Магелланова пролива.

## Климат
Из-за большой протяженности климат меняется от тропического на севере до умеренного океанического на юге. В Чилийской Антарктике климат субантарктический и антарктический.
Также климат меняется при удалении от океана на восток в Анды. При движении на восток климат становится суше, континентальнее (летом теплее, зимой холоднее). Далее при подъёме в Анды климат характерен для горных систем.
На побережье Чили климат в основном холоднее, чем на той же широте в других прибрежных районах. Это связано с мощным холодным течением Гумбольдта, ответвлением течения Западных ветров, которое влияет на климат вплоть до Галапагосских островов, лежащих практически на экваторе.

Север Чили — пустыня Атакама, одна из самых засушливых территорий мира, где дождь выпадает раз в несколько десятилетий. Однако в годы Эль-Ниньо Атакама может покрыться цветами. Далее к югу количество осадков увеличивается до 2300 мм в год и более в районе Вальдивии и острова Чилоэ. Южнее Чилоэ количество осадков падает до 370—420 мм на крайнем юге в районе Пунта-Аренаса.
- Снеговой покров Чили
- Солнечная радиация (на англ.)
- Климатическая карта

## Внутренние воды
По оценке 2011 года Чили обладает 922 км³ возобновляемых водных ресурсов, из которых в год потребляется 26,67 км³ (4 % на коммунальные, 10 % на промышленные и 86 % на сельскохозяйственные нужды), что по оценке 2007 года составило 1 603 м³ на душу населения в год.
Почти все реки Чили относятся к бассейну Тихого Океана и имеют небольшое протяжение. Территория Северного Чили в основном лишена поверхностного стока, характерны лишь временные летние водотоки. Только одна река Лоа достигает океана. Котловина Пуна-де-Атакама и север Продольной долины заняты обширными солончаками. К югу от 28° ю. ш. речная сеть развита хорошо. Реки Уаско, Лимари, Рапель, Мауле, питающиеся снегами Анд и зимними дождями, имеют двойной паводок (декабрь — январь и июнь-июль) и очень важны как источники орошения и гидроэнергии. Южнее 37° ю. ш. реки ледниково-дождевого питания, берут начало из озёр и ледников, полноводны в течение всего года; наиболее крупный реки среднего Чили — Био-Био и Бейкер. Низовья рек южной части среднего Чили судоходны.
В пределах Чили выделяются две группы озёр: южно-чилийская и патагонская. Наиболее крупные озера первой группы — Ранко и Льянкиуэ. Патагонские озера расположены в горах Анд, по ним проходит государственная граница с Аргентиной, оставляющая в Чили лишь западные части. Крупные озёра: Палена, Хенераль-Каррера, Пуэйрредон (Кочране), О’Хиггинс. Много мелких озёр расположены в южной Патагонии и на Огненной Земле. Большинство озёр принадлежит к типу концевых ледниковых озёр.

Главным образом из-за того, что количество осадков в Чили растёт с севера на юг, снеговая линия также снижается — с 6 км до 500 м. Под 46°30 ¢ ю. ш. ледники доходят до уровня океана, ещё южнее лежат два ледяных поля общей площадью 15 тыс. км² (Патагонский ледниковый щит).
- Ледник Торрес-дель-Пайне
- Солончак Салар-де-Талар
- Озеро Хенераль-Винтер в 2008 году
- Река Бейкер

## Почвы и растительность
На пустынном и полупустынном севере Чили почвенный покров почти не развит. Для центральной части страны характерны серо-коричневые и коричневые почвы с зарослями ксерофильных кустарников.
Известно свыше 5500 видов растений. Участки горных склонов центра Чили покрыты лесами из южных буков, выше которых — горные степи. Для плодородной Продольной долины, в которой естественная растительность не сохранилась, часты чёрные слитые почвы. Почвы юга центральной части — бурые лесные, вулканические, заболоченные. Произрастают влажные вечнозелёные леса, в горах — буково-хвойные леса, над ними — альпийские луга. В южной части страны (ниже 46° ю. ш.) распространены субантарктические смешанные леса, на равнинных участках востока — степи с чернозёмовидными и каштановыми почвами. Крайний юг занимают торфяники и заболоченные луга.

На 2011 год пахотные земли занимали 1,74 % территории страны, на 0,6 % выращивались постоянные зерновые культуры. Орошается 11,99 тыс. км² (2003 год).
- Растительность национального парка Конгильио
- Южный бук
- Вальдивский дождевой лес
- Араукарии